# Hamborn 07
Die Sportfreunde Hamborn 07 e. V. sind ein Sportverein aus Hamborn, einem Stadtbezirk im Norden von Duisburg. Der Verein ist besonders durch seine Fußball- und Handballabteilung bekannt und war 1958 Deutscher Meister im Feldhandball. Die Fußballer des Vereins standen 1961 im Halbfinale um den DFB-Pokal.

## Der Verein

### Entstehung und Fusionen
Die heutigen Sportfreunde Hamborn 07 entstanden 1954 aus der Fusion der Vorläufervereine SV Hamborn 07 und SV Sportfreunde Hamborn. Der SV Hamborn 07 war 1911 aus der Fusion des 1903 gegründeten Ballspiel-Club Hamborn mit dem 1907 entstandenen Spielverein 07 Marxloh entstanden. Die Jahreszahl wurde dabei von dem Marxloher Verein übernommen, da der BC Hamborn keine Jahreszahl in seinem Namen führte. Der älteste Vorläufer des heutigen Vereins war jedoch der 1899 in Bruckhausen gegründete TV Rheinlands Eiche, der 1935 im damaligen SV Sportfreunde August-Thyssen-Hütte aufging, der seinerseits erst 1934 aus der Fusion des SV Sportfreunde 1920 mit dem Werksverein der August-Thyssen-Hütte entstanden war. Durch diese Fusion hieß der Verein bis 1938 TSV Sportfreunde August-Thyssen-Hütte und nach dem Ausscheiden der Hütte als Träger vier Jahre lang Turn- und Sportfreunde Hamborn 99/20. 1942 benannten sich die TuSF wieder in SV Sportfreunde Hamborn  zurück. 1954 fusionierten der SV Sportfreunde und der SV Hamborn 07 zum heutigen Verein, wobei die Jahreszahl des SV Hamborn 07 verwendet wurde und der SV Sportfreunde zum Zeitpunkt der Fusion keine Jahreszahl führte.

### Vereinsfarben und Wappen
Die Vereinsfarben von Hamborn 07 sind Schwarz-Gelb, im Wappen findet sich ein schwarzer Adler auf gelbem Grund, dennoch werden die Hamborner „die Löwen“ genannt, da im früheren Hamborner Stadtwappen der Bergische Löwe abgebildet ist, dessen Darstellung wiederum auf einen Siegelring zurückgeht, den ein aus dem Bergischen stammender Abt des Hamborner Klosters im 18. Jahrhundert verwendet hatte. Hamborn selbst hatte allerdings nie zu Berg, sondern meist zu Cleve gehört.

### Spielstätten
Die Spielstätte der Fußballer des SV Hamborn 07 war von 1913 bis 1954 zunächst der Platz an der Buschstraße. Von August 1954 bis Dezember 1970 spielten die Löwen im August-Thyssen-Stadion an der Franz-Lenze-Straße in Bruckhausen auf einem Gelände der August-Thyssen-Hütte. Nach dem Abriss dieses Stadions, an dessen Stelle ein Parkplatz sowie ein Ausbildungszentrum der Thyssen AG errichtet wurde, fanden die Hamborner Heimspiele zunächst im Marxloher Schwelgernstadion statt, bevor die Schwarz-Gelben 1978 auf ihre neu errichtete vereinseigene Anlage Im Holtkamp in Obermarxloh umziehen konnten, welche ein offizielles Fassungsvermögen von 5.000 Plätzen aufweist. Die überdachte Tribüne umfasst 500 Sitzplätze, der Rest sind unüberdachte Stehränge. Damit ist der Holtkamp die Sportstätte mit dem geringsten Fassungsvermögen aller bisherigen Heimspielstätten der 07-Kicker.
Die Spielstätte der Handballer war nach dem das Feld der Halle weichen musste die 1975 neuerrichtete Rhein-Ruhr-Halle. Dort spielten die Löwen bis Mitte der 80er Jahre, bevor der Umzug in den jetzigen Löwenkäfig an der Hamborner Straße folgte.

## Handball
Nachdem bereits der TV Rheinlands Eiche bzw. später der TSV August-Thyssen-Hütte Ende der 1930er Jahre in der Bezirksklasse (II. Liga) gespielt hatte, gehörte der Hamborn 07 nach 1950 zu den prägenden Vereinen im Feldhandball am Niederrhein. Die Löwen spielten ab 1950/51 bis zur Einführung der Bundesliga 16 Jahre lang durchgehend in der Oberliga als der höchsten Spielklasse und wurde in der Meisterschaftsrunde 1958 durch ein 10:9 im Endspiel gegen den VfL Wolfsburg Deutscher Meister. 1960 gewannen die Löwen die Westdeutsche Meisterschaft und 1955, 1958 und 1959 den Titel am Niederrhein. 1952 und 1955 standen sie im Finale des bis 1956 ausgetragenen Niederrhein-Pokals. Kopf der erfolgreichen Mannschaft und ihr bekanntester Akteur war Spielertrainer Walter Schädlich, der bei der WM 1952 und erneut 1955 mit der Nationalmannschaft zweimal Weltmeister geworden und zwischenzeitlich auch der Feldhandball-Rekordnationalspieler des DHB war.
Nachdem die Löwen 1966 im Viertelfinale der Westdeutschen Meisterschaft gegen Grün-Weiß Dankersen die Direktqualifikation zur neu eingeführten Bundesliga um ein Tor (Hinspiel A 9:18 / Rückspiel H 12:4) verpasst hatten (die vier Halbfinalisten qualifizierten sich sofort), verloren sie die beiden Finalspiele der Trostrunde der Viertelfinalverlierer um den fünften und letzten Platz des Westdeutschen Handballverbandes gegen den TuS Wellinghofen. Nach zwei Jahren in der Zweitklassigkeit gelang jedoch 1968 mit dem Gewinn der Westdeutschen Meisterschaft der Aufstieg. Die Bundesliga-Mannschaft um Jürgen Ecker, Winfried Terjung, Jochen Goetzke, Winfried Hetzel und Dieter Stahl behauptete sich in der Gruppe Nord der höchsten Spielklasse bis zur letzten Saison 1973, in dieser letzten Saison als Spielgemeinschaft HSG Westende/Hamborn 07. Nach Abschaffung der Bundesliga wurde die Hamborner Mannschaft noch zwei Mal Staffelzweiter in der dann als höchster Spielklasse fungierenden Regionalliga West und verpassten damit die Teilnahme an den Endrunden zur Westdeutschen und Deutschen Meisterschaft nur knapp. Nach dem Ende der Sommersaison 1975 wurde der reguläre Spielbetrieb auf dem Großfeld eingestellt.
Im Hallenhandball konnten die „Löwen“ nicht mehr an die Erfolge des Vereins auf dem Großfeld anknüpfen. 1974 stieg die Mannschaft erstmals in die Oberliga Niederrhein auf und schaffte als Tabellenzweiter hinter dem TV Angermund den Aufstieg in die noch bis zur Einführung der 2. Bundesliga 1981 zweithöchste Spielklasse fungierende Regionalliga West. Bis 1985 sowie nochmals in den Spieljahren 1987/88 und 1989/90 spielte die erste Männermannschaft jeweils in der Nordstaffel dieser zweigeteilten Liga. Nachdem die Hamborner 1993 auch aus der Oberliga absteigen mussten, folgte ein sportlicher Niedergang, der einen Fall bis in die Kreisklasse zur Folge hatte. Nach einer langen Regenerationsphase gelang am Ende der Saison 2006/07 nach 14 Jahren Unterklassigkeit der Wiederaufstieg in die Oberliga Niederrhein. Danach spielte die „Löwen“ mehrmals um den Aufstieg mit, verpassten diesen aber immer knapp. Zuletzt fehlte ein Tor gegen den TV Aldekerk im Jahr 2010.
Die Frauen gehörten zeitweise der Oberliga an, spielten in der Folgezeit aber auch in der Bezirksliga Rhein-Ruhr. Am Ende der Spielzeit 2009/10 erfolgte der Aufstieg der Damen in die Landesliga. In der Saison 2011/12 erfolgte ein weiterer Aufstieg der Damen und der Damen-Reserve in die Verbandsliga und Bezirksliga. In der Saison 2014/2015 starteten die Frauen in der zeitweisen Spielgemeinschaft, der SG OSC Löwen Duisburg in der Verbandsliga – nach dem Austritt aus der SG als Hamborn 07 dann in der Landesliga Gruppe 3. Die weibliche A-Jugend startete in der Saison 2019/2020 erstmals in der Regionalliga (Nordrheinliga).
Im Jahr 2013 verschwand der Hamborner Name vorübergehend aus der Handballwelt, als der Verein unter dem Namen „SG OSC Löwen Duisburg“ eine Spielgemeinschaft mit dem linksrheinischen Lokalrivalen OSC Rheinhausen einging. Hamborn 07 stellte dabei das Spielrecht für die II. Mannschaft der SG in der Oberliga Niederrhein, der OSC Rheinhausen das für die I. Mannschaft in der 3. Liga. Die Oberliga-Mannschaft wurde jedoch schon in der ersten Saison zurückgezogen. Nach zwei Spielzeiten, an deren Ende der Abstieg der I. Mannschaft der SG aus der 3. Liga in die Oberliga stand, verließ Hamborn 07 die Spielgemeinschaft wieder. Da die Spielrechte für die SG-Mannschaften allerdings vollständig bei der SG blieben, vollzog Hamborn 07 mit einer Männermannschaft zur Saison 2015/16 einen Neustart in der Kreisliga Rhein-Ruhr. 2017 gelang der Aufstieg in die Bezirksliga (= 8. Liga).

## Fußball
Die Hamborner Fußballer gehörten ab den 1930er Jahren zu den Spitzenvereinen im Ruhrgebiet. 1933 nahmen sie erstmals an der Endrunde um die westdeutsche Meisterschaft teil, scheiterten dort jedoch am FC Schalke 04. Doch gehörten sie zu den Gründungsmitgliedern der neuen erstklassigen Gauliga Niederrhein. In der ersten Spielzeit wurden sie mit einem Punkt Rückstand auf Meister VfL Benrath und Fortuna Düsseldorf Dritter. Zumeist diesen beiden Vereinen mussten die Hamborner in den nächsten Jahren stets den Vortritt lassen, ehe sie 1941/42 erstmals die Meisterschaft im Gau Niederrhein erringen konnten. Hamborn 07 profitierte dabei vom Zweiten Weltkrieg, da die besten Hamborner Spieler für die Kriegsindustrie unabkömmlich gestellt waren. Als Niederrheinmeister traf Hamborn 07 in der Qualifikation zur Endrunde um die deutsche Meisterschaft auf Werder Bremen. Nach dem 1:1 nach Verlängerung im eigenen Stadion vor 20.000 Zuschauern schied Hamborn im Wiederholungsspiel in Bremen durch eine 1:5-Niederlage aus. Ab 1943 schloss sich 07 mit dem Lokalrivalen Union 02 Hamborn zur KSG 07/Union Hamborn zusammen. Nach einem gemeinsamen neunten Platz 1943/44 wurde dann die Saison 1944/45 im September 1944 kriegsbedingt eingestellt.
Am 26. Dezember 1952 wurde mit dem DFB-Pokal-Spiel beim FC St. Pauli im Hamburger Millerntor-Stadion das erste Fußballspiel in der Geschichte des deutschen Fernsehens direkt übertragen. Die Hamborner gewannen mit 4:3. In den 1950ern und 1960er Jahren spielten die Hamborner als Fahrstuhlmannschaft mehrmals in der Oberliga und 2. Liga. 1957 war der damalige Handball-Nationalspieler Walter Schädlich in einer Doppelfunktion auch Trainer der Fußball-Mannschaft, die mit ihm in die Oberliga West aufstieg. 1961 verpassten sie den Einzug in das Endspiel um den DFB-Pokal nur knapp, als sie im Halbfinale dem 1. FC Kaiserslautern mit 1:2 unterlagen. Danach folgte ein zwischenzeitlicher Absturz bis in die Bezirksliga, ehe es in den späten 1970er Jahren wieder aufwärtsging.
Seine bisher letzte Blütezeit erlebte der Verein Mitte der 1980er Jahre, als Oberligaspiele gegen Rot-Weiss Essen oder den Lokalrivalen MSV Duisburg vor teilweise mehr als 10.000 Zuschauern im Wedaustadion ausgetragen wurden. 1987 erreichte man das Finale des Niederrheinpokals, in dem man Schwarz-Weiß Essen mit 3:5 unterlag. Mitte der 1990er wurde der Verein, der zu diesem Zeitpunkt wieder bis in die Landesliga Niederrhein abgerutscht war, nochmals bekannt, als er in dem ARD-Magazin Privatfernsehen von Friedrich Küppersbusch gesponsert und in jeder Ausgabe ein von Tom Theunissen verfasster kurzer Bericht über den Verein gesendet wurde. Als Höhepunkt wurde am 19. Januar 1997 eine Neuauflage des Spiels gegen den FC St. Pauli im WDR-Fernsehen übertragen. Als Co-Kommentator fungierte dabei der ehemalige Bundesligaprofi und -trainer Horst Heese, der vor seinem Wechsel in die Bundesliga für die Hamborner gespielt hatte.
2007 musste der Verein den Abstieg aus der Verbandsliga Niederrhein hinnehmen. 2008 folgte der Abstieg in die Bezirksliga. 2009 holten die Hamborner den Meistertitel der Bezirksliga mit 21 Punkten Vorsprung auf den Tabellen-Zweiten und nur einer Saisonniederlage und schafften somit den direkten Weg zurück in die inzwischen siebtklassige Landesliga. 2011 folgte der Aufstieg in die Niederrheinliga. Am Ende der Saison 2011/12 qualifizierten sich die Löwen für die neu geschaffene Oberliga Niederrhein. Aus dieser Spielklasse stieg der Verein aber postwendend als Tabellenletzter in die Landesliga ab und wurde 2014 in die Bezirksliga durchgereicht. Der Ex-Profifußballer Dietmar Schacht (MSV Duisburg, Schalke 04) und DFB-Fußball-Lehrer trainiert seit 1. Juli 2015 die 1. Mannschaft und ist gleichzeitig auch als Sportlicher Leiter tätig. Unter Schacht gelang 2017 der Wiederaufstieg in die Landesliga.

## Persönlichkeiten
- Christoph Daum
- Walter Dongmann
- Karl Duch
- Manfred Fallisch
- Fred Harthaus
- Hans-Werner Hartl
- Horst Heese
- Dieter Herzog
- Karl Hetzel
- Joachim Hopp
- Horst Jesih
- Adolf Kallenborn
- Peter Loontiens
- Werner Lotz
- Heribert Macherey
- Michael Ohnesorge
- Bernd Oles
- Heinz Pliska
- Horst Podlasly
- Günter Preuß
- Werner Rinaß
- Josef Rodzinski
- Ernst Rupieta
- Johann Sabath
- Franz-Josef Sarna
- Dietmar Schacht
- Walter Schädlich, zweifacher Weltmeister im Feldhandball
- Rolf Schafstall
- Thomas Schlieter
- Werner Scholz
- Elek Schwartz
- Franz-Josef Steininger
- Hans Studener
- Heinz Versteeg
- Karl-Heinz Wirth
- Lukas Daschner